# داویت قازاریان
داویت قازاریان (ارمنی: Դավիթ Ղազարյան؛ انگلیسی: David Ghazaryan؛ ۵ مهٔ ۱۹۸۹ – سپتامبر-اکتبر ۲۰۲۰) فرد نظامی اهل ارمنستان-جمهوری آرتساح با درجه سرهنگ دوم که در ارتش تدافعی جمهوری آرتساخ خدمت می‌کرد.

## زندگی‌نامه
وی در ۵ مه ۱۹۸۹ در ودی به دنیا آمد و از دانشکده نظامی وازگن سارگیسیان فارغ‌التحصیل گشت. وی متأهل و صاحب دو فرزند بود. وی همچنین برنده جوایزی مدال عقاب طلایی شد. وی در سپتامبر-اکتبر ۲۰۲۰ در سن ۳۱ سالگی در جریان در جمهوری آرتساخ کشته شد. با فرمان آرائیک هاروتیونیان رئیس‌جمهور جمهوری آرتساخ نشان قهرمان آرتساخ پس از مرگ داویت قازاریان به وی اعطاء گردید.